# Coming Home (Beverly Hills, 90210)
Coming Home is de vijfde aflevering van het achtste seizoen van het tienerdrama Beverly Hills, 90210, die voor het eerst werd uitgezonden op 1 oktober 1997.

## Plot
Kelly wordt ontslagen uit het ziekenhuis en gaat naar het strandhuis omdat ze zich dit nog kan herinneren. Brandon wacht haar op en is blij te zien dat ze uit het ziekenhuis is maar hoopt wel dat haar herinneringen weer terugkomen. Jackie is er ook om voor Kelly te zorgen, wat ze een beetje overdrijft. David en Noah komen ook langs en hebben een bandlid bij die daar ook wil slapen. Dit is op verzoek van David die de band wil begeleiden. Kelly is blij Noah weer te zien en ziet hem steeds meer zitten. Noah echter wijst Kelly erop dat zij Brandon heeft. Brandon neemt Kelly mee naar zijn huis maar ze kan niets herinneren van dit huis. David en Donna organiseren een diner voor Brandon en Kelly in het strandhuis om te helpen dat Kelly weer gaat herinneren. Later zegt Kelly tegen Brandon dat het terugkomt en dat zij hem niet kan missen. Donna en David hebben een avond alleen gepland om samen te eten, maar daar komt iets tussen. David heeft de bandlid weer meegenomen om daar te logeren en die maakt geen haast om op te stappen en dit begint Donna te irriteren.
Valerie heeft Donna haar hulp aangeboden nu ze steeds meer werk krijgt van mensen die hulp willen in mode. Ze krijgen een nieuwe klant met de naam Cooper Hargrove, hij schijnt iemand te zijn met veel geld. Als ze bij hem thuis zijn dan moeten ze even wachten en dan komt er een knappe jongeman aan waar ze hun beklag bij doen over het lange wachten. Later blijkt dat hij Cooper is en ze schamen zich dood. Cooper heeft veel interesse in Valerie en dat is wederzijds, Valerie twijfelt wat ze nu moet doen. Ze gaat verder met Noah die geen geld heeft of ze gaat verder met Cooper die rijk is. Als ze haar verlangen kenbaar maakt aan Noah blijft hij haar afschepen met dat hij er nog niet aan toe is. Valerie denkt dat hij een ander heeft en volgt hem als hij wegrijdt. Hij stopt en Valerie stapt op hem af en wil weten wie het is. Het blijkt dat Noah verloofd is geweest en dat zij overleden is door een ongeluk die hij veroorzaakt heeft terwijl hij drank op had. Hier heeft hij nog steeds veel schuldgevoel over en wil op het moment met rust gelaten worden. Uiteindelijk kussen ze met elkaar.
Brandon en Steve zijn bezig om de krant van de grond te krijgen. Hun eerste opdracht is een secretaresse vinden, die vinden ze na een lange zoektocht. Daarna moeten ze verhalen hebben om de krant te vinden. Donna komt met een goed idee, nadat ze een sollicitatiegesprek had liep ze verkeerd in het gebouw en kwam bij een illegale sweatshop met buitenlandse werknemers die onder embarlijke omstandigheden moeten werken. Dit vertelt ze aan Brandon en die ziet hier wel een verhaal in.
Steve heeft belangstelling voor Carly, maar die vindt hem niet echt verantwoordelijk. Steve blijft haar vragen voor een afspraak maar ze blijft hem afwijzen. Als Carly een afspraakje heeft met een man biedt Steve zich aan om op Zach te passen en dan blijkt dat Steve en Zach elkaar wel liggen.

## Rolverdeling
- Jason Priestley - Brandon Walsh
- Jennie Garth - Kelly Taylor
- Ian Ziering - Steve Sanders
- Brian Austin Green - David Silver
- Tori Spelling - Donna Martin
- Tiffani Thiessen - Valerie Malone
- Joe E. Tata - Nat Bussichio
- Hilary Swank - Carly Reynolds
- Ann Gillespie - Jackie Taylor
- Vincent Young - Noah Hunter
- Myles Jeffrey - Zach Reynolds
- Fatima Lowe - Terri Spar
- Christopher Orr - Cooper Hargrove